# Personaggi di Agente speciale
Questa è una lista dei personaggi della serie televisiva Agente speciale, del suo sequel Gli infallibili tre e del remale cinematografico The Avengers - Agenti speciali.

## John Steed
John Steed è un elegante e compito agente segreto britannico vestito sempre in modo inappuntabile e con l'immancabile bombetta e ombrello che lo caratterizzano. Durante tutta la serie viene affiancato nelle sue missioni da una serie di compagni, che cambiano frequentemente: David Keel, Cathy Gale, Emma Peel e Tara King.
Nelle due serie televisive Agente speciale (1961-1969) e Gli infallibili tre (1976-1977), John Steed è stato interpretato da Patrick Macnee. Nel film del 1998 The Avengers - Agenti speciali è stato interpretato da Ralph Fiennes.
Nelle edizioni italiane viene doppiato da: Nino Dal Fabbro (Agente speciale, stagioni 2 e 3); Oreste Lionello (Agente speciale, stagioni 4 e 5); Romano Malaspina (Agente speciale, stagione 6, e Gli infallibili tre, episodi 14-26); Natalino Libralesso (Agente speciale, stagione 7); Sergio Graziani (Gli infallibili tre, episodi 1-13) e Roberto Pedicini (The Avengers - Agenti speciali).

## David Keel
Il dottor David Keel è un valente medico che affianca John Steed nelle sue indagini durante la prima stagione della serie televisiva Agente speciale. Egli è legato alla memoria della propria fidanzata, morta nel primo episodio della serie, cosa che gli impedisce di lasciarsi andare a facili avventure amorose.
David Keel è interpretato da Ian Hendry (Agente speciale, stagione 1, 1961-1962)

## Cathy Gale
Catherine "Cathy" Gale è la prima delle tre presenze femminili che viene affiancata a John Steed a partire dalla seconda stagione della serie televisiva Agente speciale dal 1962 e vi rimane per due stagioni, fino al 1964.
Cathy Gale è interpretata da Honor Blackman (Agente speciale, stagioni 2-3, 1962-1964).

## Emma Peel
Emma Peel è la presenza femminile certamente più celebre e iconica della serie televisiva Agente speciale, pur rimanendovi anch'essa per non più di due stagioni, dal 1965 al 1967.
Nella serie televisiva Agente speciale Emma Peel è interpretata da Diana Rigg (stagioni 4-5, 1965-1967), che abbandona la serie perché impegnata nelle riprese, iniziate nel 1968, del film Agente 007 - Al servizio segreto di Sua Maestà, venendo sostituita dall'ultima partner di Steed, Tara King, interpretata da Linda Thorson. Emma Peel era stata precedentemente impersonata da Elizabeth Shepherd, in un paio di episodi della quarta stagione, ma le scene vennero successivamente cancellate. Nel film del 1998 Emma Peel viene impersonata da Uma Thurman.
Diana Rigg è stata doppiata in italiano da Angiolina Quinterno, quando la serie è stata trasmessa sul Primo canale nel 1966, per la quarta e quinta stagione della serie televisiva Agente speciale. Quando le ultime due stagioni sono state trasmesse negli anni ottanta da alcune reti locali e da Canale 5, l'attrice è stata doppiata da Silvia Pepitoni, nella sesta stagione. Nel film ispirato alla serie Uma Thurman nei panni di Emma Peel è doppiata da Roberta Greganti, già voce dell'attrice in Batman & Robin.

## Tara King
Tara King è la terza e ultima compagna di avventura di John Steed e vi rimane per una sola stagione, la sesta, della serie televisiva Agente speciale.
Tara King è interpretata da Linda Thorson (Agente speciale, stagione 6, 1968-1969) e doppiata da Eva Ricca nell'edizione italiana della serie televisiva.

## Mamma
"Mamma" (Mother, nell'originale), è il capo del servizio segreto cui fanno capo John Steed e Tara King e che appare nelle ultime due stagioni della serie televisiva Agente speciale.
Mamma è interpretato da Patrick Newell (Agente speciale, stagione 6-7, 1968-1969).

## Purdey
Purdey è interpretata dall'attrice britannica Joanna Lumley nelle due stagioni della serie televisiva Gli infallibili tre.

## Mike Gambit
Mike Gambit è interpretato dall'attore Gareth Hunt nelle due stagioni della serie televisiva Gli infallibili tre.

## Sir August de Wynter
Sir August de Wynter è il "cattivo" che si contrappone a John Steed ed Emma Peel nel film del 1998 The Avengers - Agenti speciali.
Sir August de Wynter è interpretato da Sean Connery.